# 知音桥
知音桥又名“和阳桥”、“江汉二桥”，位于中国湖北省武汉市，是跨越汉水的第二座大型公路桥，北接汉口建一路，南接汉阳郭茨口。该桥是全长566.2米，于1974年1月18日动工建造，于1978年4月25日通车。该桥设双向六股机动车道及人行道，是武汉二环线的过汉江通道。